# Fermo (stad)
Fermo is de hoofdstad van de Italiaanse provincie Fermo, in het zuidelijke deel van de Italiaanse regio Marche. De stad ligt op een heuvel op ongeveer 10 kilometer van de Adriatische kust. Fermo heeft een gerestaureerd statig historisch centrum. Het hart van de stad is het plein Piazza del Popolo. Fermo vormt feitelijk een dubbelstad met het aan de kust gelegen Porto San Giorgio (15.862 inwoners).
Voor 1860 was Fermo al een zelfstandige provincie, daarna werd het samengevoegd met Ascoli Piceno. De nieuwe provincie is in juni 2009 een feit geworden met de gelijknamige stad als hoofdstad, na een herinrichting op basis van wet nr. 147 van 11 juni 2004.

## Geboren
- Galeazzo Maria Sforza (1444-1474), hertog van Milaan
- Ostilio Ricci (1540-1603), wiskundige en architect

## Foto's

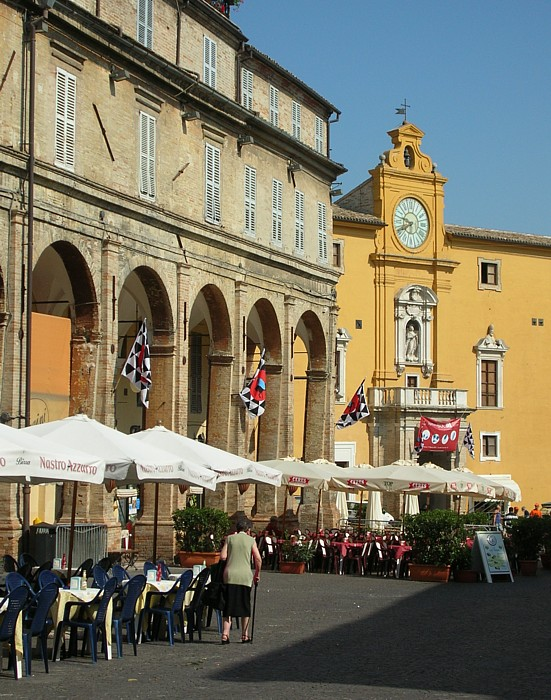
Piazza del Popolo

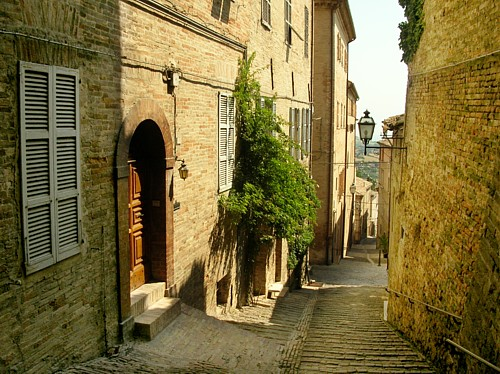
Steegje in Fermo